# Leichtathletik-Weltmeisterschaften 2017/Teilnehmer (Namibia)
| Gelbes Symbol für Goldmedaillen mit stilisierten Olympischen Ringen | Graues Symbol für Silbermedaillen mit stilisierten Olympischen Ringen | Braundes Symbol für Bronzemedaillen mit stilisierten Olympischen Ringen |
| ------------------------------------------------------------------- | --------------------------------------------------------------------- | ----------------------------------------------------------------------- |
| —                                                                   | —                                                                     | —                                                                       |

Von Namibia wurden drei Marathonläuferinnen und zwei Marathonläufer für die Weltmeisterschaften in London nominiert.

## Ergebnisse

### Frauen

#### Laufdisziplinen
| Athletin         | Disziplin | Vorlauf | Vorlauf | Halbfinale | Halbfinale | Finale       | Finale |
| Athletin         | Disziplin | Zeit    | Platz   | Zeit       | Platz      | Zeit         | Platz  |
| ---------------- | --------- | ------- | ------- | ---------- | ---------- | ------------ | ------ |
| Lavinia Haitope  | Marathon  |         |         |            |            | 2:44:02 h    | 50     |
| Helalia Johannes | Marathon  |         |         |            |            | 2:32:01 h    | 19     |
| Beata Naigambo   | Marathon  |         |         |            |            | 2:37:24 h SB | 30     |

### Männer

#### Laufdisziplinen
| Athlet           | Disziplin | Vorlauf | Vorlauf | Halbfinale | Halbfinale | Finale       | Finale |
| Athlet           | Disziplin | Zeit    | Platz   | Zeit       | Platz      | Zeit         | Platz  |
| ---------------- | --------- | ------- | ------- | ---------- | ---------- | ------------ | ------ |
| Paulus Iiyambo   | Marathon  |         |         |            |            | 2:19:45 h    | 37     |
| Reonard Namupala | Marathon  |         |         |            |            | 2:18:51 h SB | 35     |